# Dessins d'Hubert Robert
Liste des dessins d'Hubert Robert, peintre français du XVIIIe siècle.
Nota Bene : les titres en italique renvoient vers la fiche Wikidata, les autres vers les pages existantes.
| Image | Titre                                                                              | Genre                                                                   | Date           | Technique | Collection                                         |
| ----- | ---------------------------------------------------------------------------------- | ----------------------------------------------------------------------- | -------------- | --- | -------------------------------------------------- |
|       | Fantaisie architecturale                                                           | dessin aquarelle                                                        | 1760           | pierre noire encre papier encre de Chine aquarelle bâton de craie                                                                                          | Albertina                                          |
|       | Le Grand Escalier                                                                  | dessin                                                                  | 1761s          | encre papier | musée des beaux-arts de Houston                    |
|       | Paysage avec des escaliers                                                         | dessin                                                                  | 1770s          | sanguine | musée d'art du comté de Los Angeles                |
|       | Fossé sur la place de la Concorde                                                  | dessin                                                                  | 1750s          | sanguine papier | musée Carnavalet                                   |
|       | L'artiste dessinant dans les jardins Farnese                                       | dessin                                                                  | 1750s          | | département des arts graphiques du musée du Louvre |
|       | Vue d'un moulin à Charenton                                                        | dessin                                                                  | 1750s          | sanguine papier | bibliothèque municipale de Besançon                |
|       | La Fontaine ovale des jardins de la villa d'Este, Tivoli                           | dessin                                                                  | 1760           | sanguine papier | National Gallery of Art                            |
|       | Deux Paysannes devant une statue                                                   | dessin                                                                  |                | sanguine papier | collection particulière                            |
|       | Excursion en bateau                                                                | dessin                                                                  | 1774           | sanguine papier | musée national de Varsovie                         |
|       | La Marne à Charenton                                                               | dessin                                                                  | 1750s          | sanguine papier | bibliothèque municipale de Besançon                |
|       | Étude de figures : Deux soldats d’après Salvator Rosa                              | dessin 25,6 x 15,3 cm (sanguine) ; 13,1 x 10 cm (plume et encre brune…) | vers 1760-1764 | deux dessins montés ensemble : sanguine sur papier vergé ; plume et encre brune, crayon noir et lavis brun sur contre-épreuve de sanguine sur papier vergé | musée des Beaux-Arts d’Orléans                     |
|       | Intérieur d’une cuisine italienne                                                  | dessin (31,6 x 38,6 cm)                                                 | vers 1758      | sanguine, plume et encre brune, rehauts de gouache blanche sur papier vergé                                                                                | musée des Beaux-Arts d'Orléans                     |
|       | La Roue du Moulin Joly                                                             | dessin (31,3 x 38,5 cm)                                                 | vers 1765-1770 | contre-épreuve de sanguine reprise à la plume et encre brune, lavis brun et aquarelle sur papier vergé                                                     | musée des Beaux-Arts d'Orléans                     |
|       | Une prison imaginaire, dit aussi Le Prétoire et la Flagellation                    | dessin (20,2 x 25,6 cm)                                                 | vers 1760      | sanguine sur papier vergé | musée des Beaux-Arts d'Orléans                     |
|       | Partie de cartes à Sainte-Pélagie : Jean-Antoine Roucher (1745-1794) et son fils ? | dessin (23,3 x 33,6 cm)                                                 | 1793-1794      | plume, encre métallo- gallique, lavis d’encres noire et bleue, sur tracé au graphite sur papier vergé collé sur carte                                      | musée des Beaux-Arts d’Orléans                     |